# Cabo de vara
El cabo de vara era un presidiario que en España se encargaba de mantener la disciplina entre el resto de presos de una cárcel blandiendo el instrumento de castigo que le daba el nombre. Aunque en 1885 fueron legalmente sustituidos por «celadores» continuaron siendo utilizados. Los cabos de vara recurrían a la violencia y a los malos tratos, e incluso a la tortura, para mantener el orden y reforzar su autoridad delegada. Se interpusieron denuncias sobre sus actuaciones. Su figura ha sido asimilada a la de los kapos de los campos de concentración nazis. En la inmediata posguerra de 1936-1939 volvieron a aparecer con la represión franquista en las cárceles y otros centros de internamiento atestados de presos políticos. Así recordaba un preso su experiencia con los cabos de vara en las cárceles del franquismo:

Si a alguien se le ocurre reclamar, lo ponen en manos de los cabos de vara para que le enseñen, mediante palizas de muerte, que allí quienes mandan son los fascistas. Estos cabos de vara son elegidos entre los criminales más repugnantes y feroces. Basta con que uno no les resulte simpático para que le lleven al calabozo y le aporreen entre cinco o seis hasta que deje de respirar. Decenas de compañeros han muerto por este procedimiento.

Otro preso vivió una experiencia similar:

En Zaragoza, por lo menos, siendo la cárcel más dura por la fama y por los hechos, no eran los funcionarios los que pegaban y se saltaban a la torera el artículo 106 del reglamento que les prohibía expresamente los malos tratos; pegaban los presos mismos constituidos en cabos de vara y los múltiples ayudantes de estos, y pegaban o hacían la mayor barbaridad para mantener un destino que les proporcionaba un sueldazo mensual de ministro.

En 1965 se publicó la novela de Tomás Salvador Cabo de vara, reeditada en 1970. Ocho años después fue llevada al cine con el mismo título por el director Raúl Artigot.